# Pan Shaoqing
Pan Shaoqing (chiń. 巴耆賢) (ur. ?, zm. 5 lutego 1983) – chiński duchowny rzymskokatolicki, a następnie Patriotycznego Stowarzyszenia Katolików Chińskich, antybiskup Xiwanzi (biskup Zhangjiakou).

## Biografia
W 1958 został antybiskupem Xiwanzi. 20 kwietnia 1958 w Xianxianie przyjął bez zgody papieża sakrę biskupią z rąk biskupa Xianxianu Francisa Xaviera Zhao Zhenshenga SI, zaciągając tym samym na siebie ekskomunikę latae sententiae. Legalny, mianowany przez papieża biskup Xiwanzi Melchior Zhang Kexing żył przez cały okres rządów bpa Pana Shaoqinga i nigdy nie został odwołany z tej katedry.
Od 1980 Pan Shaoqing nosił tytuł biskupa utworzonej przez Patriotyczne Stowarzyszenie Katolików Chińskich diecezji Zhangjiakou